# Šarūnas Adomavičius
Šarūnas Adomavičius (ur. 9 listopada 1951 w Wilnie) – litewski prawnik, dyplomata, były ambasador Litwy we Włoszech, San Marino, Szwajcarii, Malcie oraz Polsce, wiceminister spraw zagranicznych Republiki Litewskiej (2009–2010).

## Życiorys
W 1974 ukończył studia na Wydziale Prawa Uniwersytetu Wileńskiego, po czym pracował jako prawnik w instytucjach państwowych. W 1986 w Akademii Ministerstwa Spraw Wewnętrznych ZSRR obronił pracę nt. kryminologicznej klasyfikacji przestępstw (lit. „Kriminologinė nusikaltimų klasifikacija ir jos panaudojimas vidaus reikalų organų profilaktinėje veikloje“), uzyskując stopień kandydata nauk prawnych.

### Działalność zawodowa
Od 1990 do 1992 był głównym doradcą prawnym przewodniczącego Rady Najwyższej Litewskiej Socjalistycznej Republiki Radzieckiej, a po odzyskaniu przez Litwę niepodległości, Sejmu Republiki Litewskiej. Brał udział w opracowaniu litewskiej konstytucji z 1992 oraz wielu aktów prawnych odrodzonego państwa. W 1992 podjął służbę w Ministerstwie Spraw Zagranicznych Litwy jako wicedyrektor Departamentu Konsularnego (1992–1993). W 1993 otrzymał nominację na konsula generalnego Litwy w Warszawie. Po powrocie do kraju w 1997 doradzał przewodniczącemu Sejmu w kwestiach prawnych. W latach 1999–2003 pełnił funkcję ambasadora - stałego przedstawiciela Litwy przy OBWE i instytucjach międzynarodowych w Wiedniu. Od 2003 pracował jako sekretarz w MSZ. 1 września 2005 objął funkcję ambasadora Litwy w Rzymie. Rok później rozszerzono jego misję na terytorium San Marino, Malty i Szwajcarii. 15 stycznia 2009 otrzymał nominację na wiceministra spraw zagranicznych Litwy. Odpowiadał, m.in. za kontakty z litewską diasporą, politykę konsularną oraz współpracę z organizacjami międzynarodowymi. 20 sierpnia został szefem misji OBWE w Czarnogórze. W latach 2013–2014 był dyrektorem Departamentu Współpracy Transatlantyckiej i Polityki Bezpieczeństwa w MSZ.
26 sierpnia 2014 prezydent Litwy Dalia Grybauskaitė mianowała go ambasadorem Litwy w Polsce z dniem 1 października 2014. 7 listopada 2014 Adomavičius wręczył listy uwierzytelniające prezydentowi RP Bronisławowi Komorowskiemu. Misję zakończył 8 grudnia 2018, przechodząc na emeryturę.

### Działalność naukowa
Jako prawnik specjalizuje się w kryminologii i prawie międzynarodowym publicznym. Ma na swoim koncie ponad 20 publikacji naukowych. W 2002 jako przedstawiciel ONZ wziął udział w zjeździe międzynarodowych ekspertów w Vancouver dotyczącym przeciwdziałania przestępczości zorganizowanej.
Deklaruje znajomość języków angielskiego, niemieckiego, rosyjskiego, polskiego i włoskiego.

## Odznaczenia
- Medal Pamiątkowy 13 stycznia (Litwa, 1999)[8]
- Krzyż Oficerski Orderu Zasługi Rzeczypospolitej Polskiej (Polska, 1999)[9]
- Krzyż Komandorski Orderu „Za Zasługi dla Litwy” (Litwa, 2003)[8]
- Krzyż Komandorski Orderu Zasługi Rzeczypospolitej Polskiej (Polska, 2018)[10]